# Pritchardia lanigera
Pritchardia lanigera är en enhjärtbladig växtart som beskrevs av Odoardo Beccari. Pritchardia lanigera ingår i släktet Pritchardia och familjen Arecaceae. Inga underarter finns listade i Catalogue of Life.

## Bildgalleri

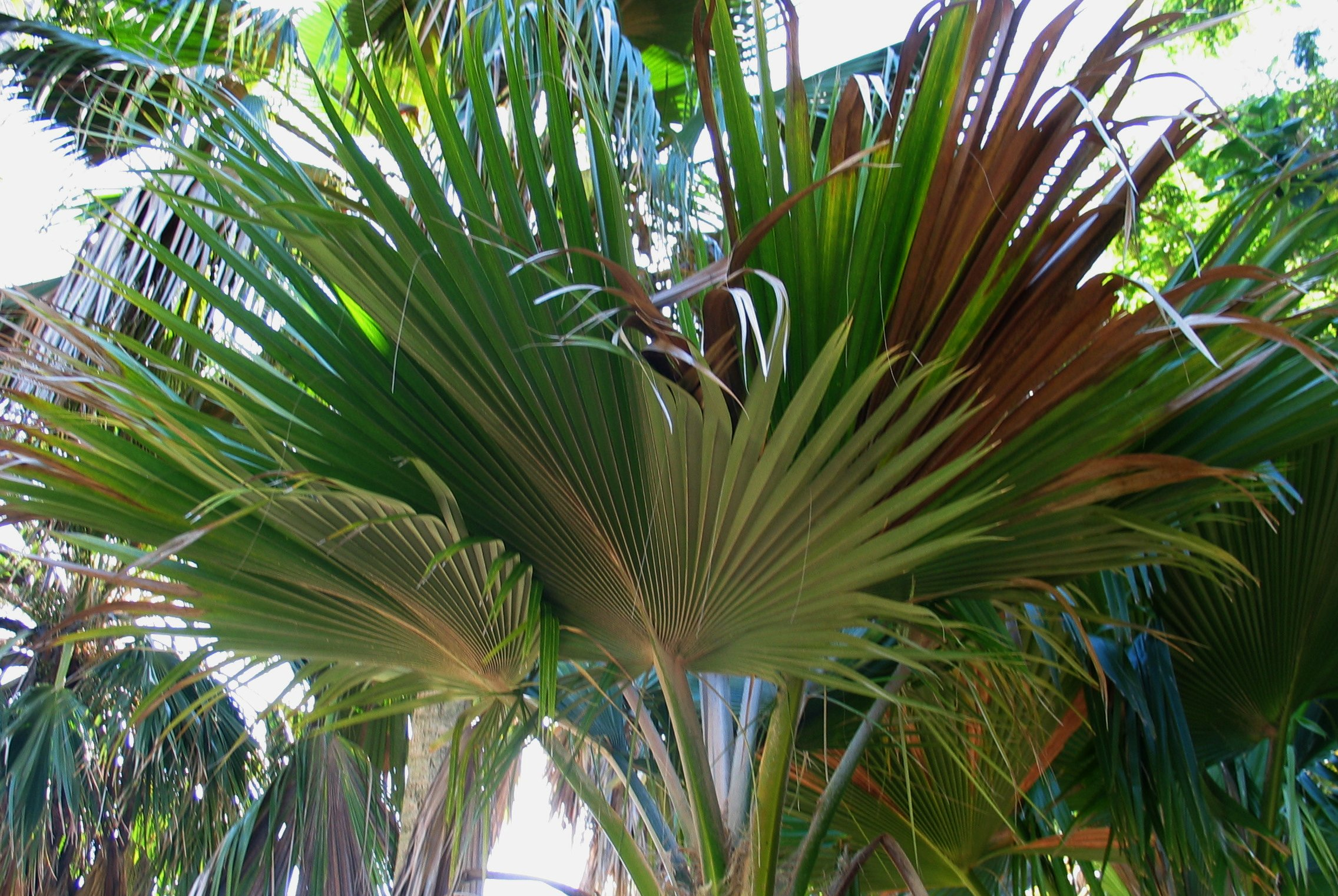
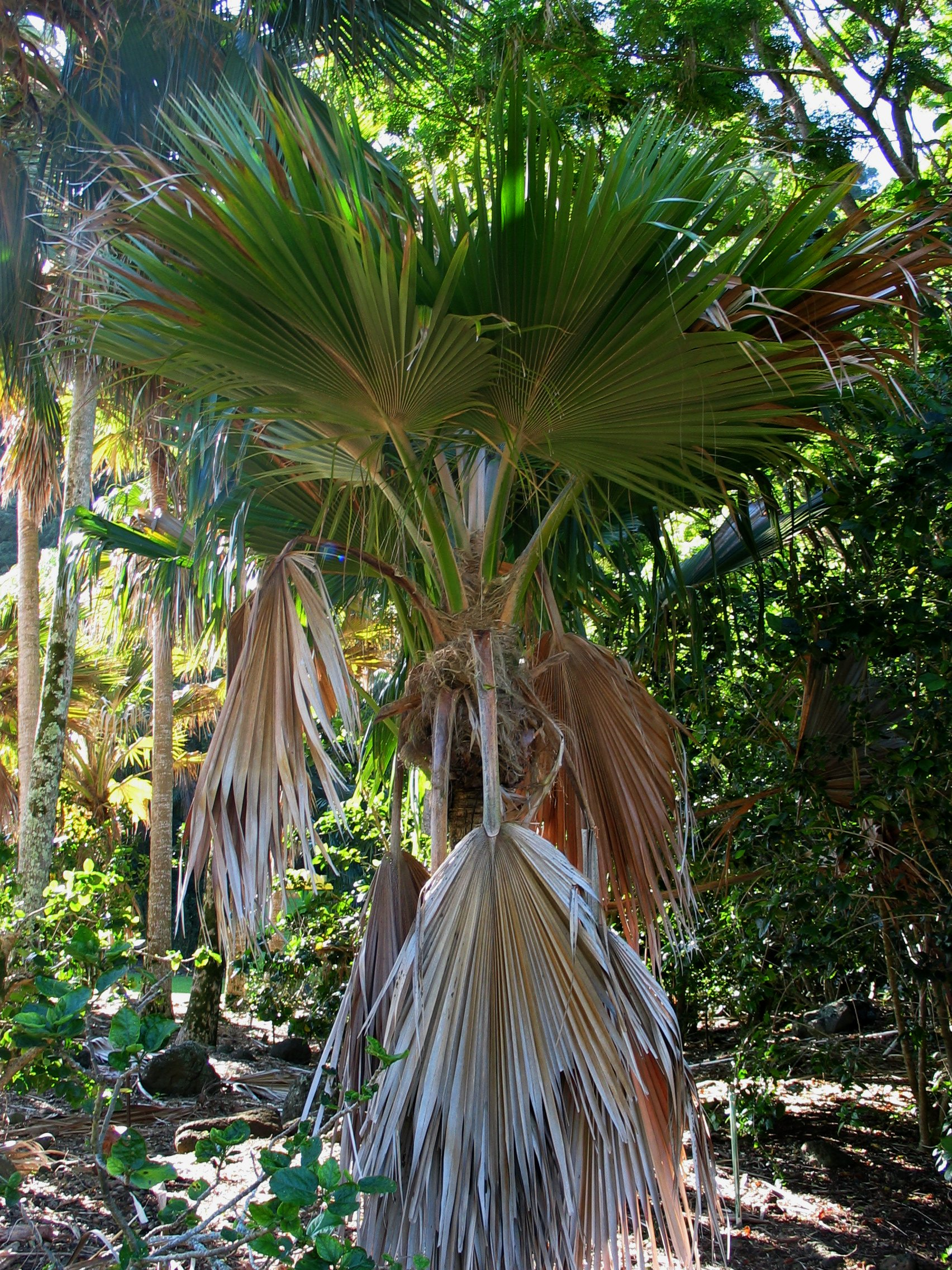